# Togölen (Eksjö socken, Småland)
Togölen är en sjö i Eksjö kommun i Småland och ingår i Emåns huvudavrinningsområde. Sjöns area är 0,018 kvadratkilometer och den befinner sig 212 meter över havet.